# Фрязінський міський округ
Фря́зінський міський округ (рос. Фрязинский городской округ) — муніципальне утворення на північному сході Московської області Росії.
Адміністративний центр — місто Фрязіно.

## Населення
Населення округу становить 59991 особа (2019; 55381 у 2010, 52479 у 2002).

## Історія
Міський округ був утворений 2006 року шляхом перетворення Фрязінської міської адміністрації. 13 вересня 2004 року до складу міського округу включено присілок Чижово Гребневського сільського округу Щолковського району.

## Склад
| Населений пункт  | Населення, осіб (2002) | Населення, осіб (2010) |
| ---------------- | ---------------------- | ---------------------- |
| Фрязіно, місто   | 52 436                 | 55 369                 |
| Чижово, присілок | 43                     | 12                     |